# Perdita scutellaris
Perdita scutellaris är en biart som beskrevs av Timberlake 1962. Perdita scutellaris ingår i släktet Perdita och familjen grävbin. Inga underarter finns listade i Catalogue of Life.